# Triješnica
Triješnica är en ort i Bosnien och Hercegovina.   Den ligger i entiteten Republika Srpska, i den nordöstra delen av landet, 130 km nordost om huvudstaden Sarajevo. Triješnica ligger 86 meter över havet och antalet invånare är 576.
Terrängen runt Triješnica är mycket platt, och sluttar norrut. Närmaste större samhälle är Bijeljina, 7,5 km söder om Triješnica. 
Trakten runt Triješnica består till största delen av jordbruksmark. Runt Triješnica är det ganska tätbefolkat, med 67 invånare per kvadratkilometer.